# Bádice
Bádice jsou obec na Slovensku, v okrese Nitra v Nitranském kraji. Žije v nich 399 obyvatel. V obci se nachází kostel, který pochází z roku 1903.

## Historie
Obec je nepřímo doložena v roce 1235, ale první písemná zmínka pochází z roku 1291, kde je uváděná jako Beed. Další historické názvy: v roce 1773 Bééd, Beadicze, 1786 a 1808 Béd, Beadice, 1863–1873 Beéd, 1877–1913 Béd, 1920 Badice, Beadice, 1927–39 Bádice, 1945–48 Bádice, maďarsky Béd. Obec byla ve vlastnictví panství hradu Nitra. Od roku 1379 patřila rodům Lefantovským, Deseovským, nitranskému biskupství. V 15. století byl v obci mlýn, který byl ve vlastnictví pavlínského kláštera v Lefantovích. V 16. století zde měli majetky Forgáchovci a později Bartakovichovci. V roce 1715 obec obhospodařovala vinice a měla 13 domácností. V roce 1828 zde žilo 316 obyvatel ve 45 domech. Hlavní obživou bylo zemědělství.
V roce 1960 byla sloučená společně s obcí Mechenice a Sokolníky pod nově vytvořenou obec Podhorany. V roce 2002 se obec Bádice osamostatnila.
Do roku 1977 fungovala v obci základní škola. V roce 1991 byla zrušená mateřská škola a děti jezdí do škol v Podhoranech.
V roce 2002 byl opraven kulturní dům z roku 1958, který je sídlem obecního úřadu  a také slouží k pořádání kulturních akcí.

## Poloha
Obec leží na severozápadním úpatí Tribečského pohoří, na rozhraní zemědělské a lesní krajiny, na aluviálních kuželech levostranných přítoků řeky Nitry. Les, který pokrývá 1533 ha katastrálního území obce, je tvořen dubovými a bukovými porosty. Nadmořská výška je 190 m. Území ležící v aluviální rovině tvoří sprašové a nivní sedimenty, kopcovitá a hornatá část je tvořena horninami mezozoika. Část katastrálního území zasahuje do Chráněné krajinné oblasti Ponitří. Celková rozloha území obce je 4,11174 km², z toho v roce 2020 připadalo 55 % na zemědělskou půdu. Celkové využití půdy (2020): 49 % orná půda, 2 % vinice, 4 % zahrady a 37 % lesy. Obec sousedí:
|                  | Horné Lefantovce, Dolné Lefantovce |                  |
| Výčapy-Opatovice |                                    | Žirany, Jelenec. |
|                  | Podhorany                          |                  |

## Farnost
V obci se nachází římskokatolický filiální kostel Panny Marie z roku 1903. V roce 2010 byla provedena jeho rekonstrukce. Farnost patří pod římskokatolický farní úřad Podhorany, děkanátu Lužianky, diecéze nitranské.